# Storia dell'ambientalismo in Italia (1944-oggi)
La storia dell’ambientalismo in Italia dal dopoguerra ad oggi  percorre lo sviluppo dei movimenti, delle idee, delle iniziative politiche, sociali e culturali e delle associazioni che hanno teso alla salvaguardia del patrimonio naturale, al controllo degli impatti negativi sull'ambiente associati alle attività umane, e a promuovere la sostenibilità dell'economia e della società.

Marcia anti nucleare, Trino Vercellese, anni 1980.

Per comprendere la storia dell’ambientalismo italiano, occorre considerare le influenze che su di esso hanno avuto molti fattori: i grandi eventi globali, lo sviluppo dell’ambientalismo in altri paesi, lo sviluppo economico e delle tecnologie, i cambiamenti di attitudini culturali e di conoscenze scientifiche, le vicende politiche italiane e lo stimolo alla sensibilità ambientale dato da catastrofi naturali e industriali. La storia dell’ambientalismo si è intrecciata con la nascita e la vita di specifiche associazioni e con l’evoluzione delle leggi e istituzioni pubbliche del settore ambientale.
Le prime associazioni ed iniziative ambientaliste italiane nacquero nella seconda metà del XIX secolo. Il fascismo promosse una forte statalizzazione delle azioni ambientali. Negli anni del boom economico 1950-1960 la ripresa dell’attivismo fu ispirata soprattutto da valori e attori scientifici e cominciò ad acquisire vigore ed influenza di massa negli anni 1960.  I temi principali furono quelli tradizionali delle aree protette e della conservazione del paesaggio, assieme ai problemi emergenti dello sviluppo urbano e della gestione del territorio.
Durante i decenni 1970-1980 ci fu una grande crescita della sensibilità ambientale internazionale e nazionale. L'allargamento delle idee e delle conoscenze scientifiche sull'ambiente alimentarono riflessioni e movimenti molto variegati sulla relazione tra ambiente e società.  Si moltiplicarono le politiche e istituzioni ambientali internazionali. Il movimento ambientalista italiano ebbe un forte sviluppo, in termini di ricchezza e varietà di contenuti, influenza politica, presa di massa, e capacità di produrre risultati. La lotta contro l'uso dell'energia nucleare fu uno dei principali cavalli di battaglia. L'ambientalismo si mosse sempre più verso un impegno politico, nelle istituzioni e per il cambiamento sociale. Esso ebbe un ruolo significativo nello stimolare lo sviluppo delle politiche ed istituzioni italiane per la protezione ambientale.
A partire dagli anni 1990 si è affievolito l'attivismo politico del movimento ambientalista, come è successo anche generalmente negli altri paesi europei: le idee ambientaliste si sono ormai diffuse tra la popolazione (sebbene in Italia meno che in molti altri paesi europei) e le politiche ambientali sono divenute più centrali nell'azione di governo nazionale ed europea. La rappresentanza politica in Italia non si è affermata oltre un ruolo marginale. Molte grandi associazioni si sono istituzionalizzate, passando da attivismo ad azioni di pressione politica. Continuano a nascere gruppi di protesta locali e loro reti nazionali ed internazionali.

## Origini dell'ambientalismo italiano
Le prime associazioni e movimenti ambientalisti italiani nacquero nella seconda metà del XIX secolo. Erano promosse da scienziati, persone di cultura e da coloro che desideravano valorizzare il territorio per il turismo. Le associazioni furono le forze trainanti delle prime azioni di conservazione naturalistiche, che culminarono con la costituzione dei primi due parchi nazionali italiani all'inizio degli anni 1920. Con l'avvento del fascismo, le idee estetiche e patriottiche che animavano la conservazione continuarono, assieme al desiderio di modernizzazione e di sviluppo del territorio e delle risorse, tipico dell'epoca. L'amministrazione fascista, tuttavia, promosse la centralizzazione e l'assorbimento delle azioni di conservazione nell'apparato statale.

## Rinascita: dal dopoguerra al miracolo economico (1945-1967)

### Contesto internazionale
Nel dopoguerra si instaurò un nuovo ordine mondiale. Fiorì la cooperazione internazionale, a partire dalle Nazioni Unite, e vi cominciò a farsi strada gradualmente anche la questione ambientale. Attorno alle prime iniziative ambientali multilaterali, si ampliò il ventaglio di idee e modelli della conservazione, tendendo ad un superamento dei modelli protezionistici che ne avevano ispirato le fasi precedenti.
Si avviarono radicali trasformazioni economiche che avrebbero avuto profondi impatti ambientali: l’intensificazione della produzione agricola, sostenuta da un ruolo crescente dell’industria chimica; lo sviluppo di grandi aree urbane coi loro problemi di smog; l’introduzione di nuovi materiali sintetici nelle produzioni industriali di massa; lo sviluppo dell'energia nucleare a scopi civili, assieme alle tensioni della guerra fredda, agli esperimenti nucleari militari in atmosfera e ai primi incidenti in impianti nucleari e alle loro ricadute di radiazioni; l’esplorazione spaziale, che stimolò anche una nuova sensibilità sul pianeta osservato dallo spazio.
La crescita della società di massa accese nuove opportunità di consapevolezza e partecipazione, specie per le classi medie nei paesi occidentali, dove letteratura, musica e arte misero sempre più in discussione lo status-quo. Negli Stati Uniti fiorirono le battaglie per i diritti civili e contro la guerra del Vietnam, la cultura pacifista e il movimento hippy. Negli anni 1960 il governo americano introdusse importanti norme ambientali che diffusero idee e modelli a livello internazionale.
Alcune opere pubblicate in questo periodo contribuirono a creare la sensibilità ambientale moderna anche in Italia (tra cui i libri di Rachel Carson sui rischi associati all'industria chimica) e a consolidare l’insegnamento dell’ecologia (come il manuale Fundamentals of ecology dei fratelli Odum).

### Contesto in Italia
Dal dopoguerra agli anni 1960 il paese attraversò un periodo di forte crescita economica, spinto dalla crescita economica globale, nonché aiuti internazionali e dal basso prezzo dell'energia. Ci fu un'intensa migrazione dal sud al nord, con grande crescita delle metropoli industriali e delle infrastrutture di trasporto.
Dai primi ani 1960, con l'avvento di governi di centro-sinistra, l'indirizzo politico virò verso tentativi di maggiore programmazione economica e di riforme per una crescita più inclusiva. Tra le iniziative, si nazionalizzò l'energia elettrica e si estese l'obbligo scolastico. Le riforme però spesso mancarono di visone politica complessiva e della capacità amministrativa necessaria per perseguirla: prevalsero clientelismo e gestione particolaristica.
Nella Costituzione della Repubblica Italiana, entrata in vigore nel 1948, le idee ambientali dell’ottocento e primo-Novecento vi trovarono uno spazio modesto: due articoli non di grande dettaglio e articolazione. Il secondo comma dell’articolo 9 riguarda infatti la tutela del paesaggio e del patrimonio storico e artistico e il primo comma dell’articolo 32 riguarda il diritto alla salute. Questi saranno le basi del successivo sviluppo legislativo per le prime politiche ambientali repubblicane.

### Rinascita dell’associazionismo
Il vibrante associazionismo ambientale dell’Italia liberale era stato smorzato dall'espansione dello Stato totalitario fascista. La ripresa dell’attivismo nel dopoguerra fu ispirata soprattutto da valori e attori scientifici. Si avviò gradualmente negli anni 1950 e acquisì vigore ed influenza di massa negli anni 1960. I temi principali furono quelli tradizionali delle aree protette e della conservazione del patrimonio paesaggistico (sempre più ispirati da idee ecologiche, piuttosto che estetiche), assieme ai problemi emergenti dello sviluppo urbano e della gestione del territorio.
Nel 1948, la Société de la Flore Valdôtaine, sotto la guida del naturalista Renzo Videsott, promosse la costituzione del Movimento Italiano per la Protezione della Natura (MIPN) che era chiamato a svolgere il ruolo precedentemente della Pro Montibus. Nel 1952 la sua sezione di Milano si costituì in Unione Italiana per la Protezione della Natura (o Pro Natura). L’associazione si evolse in senso federale, dando vita nel 1959 alla Pro Natura Italica, che poi divenne (1970) la Federazione Nazionale Pro Natura.
«Il disprezzo per la natura in Italia [...]l'ignoranza della sua funzione essenziale, per la vita degli uomini, l'incosciente manomissione dei suoi equilibri, sono solo l'aspetto saliente della nostra arretratezza nei riguardi di tutto ciò che si riferisce alle sorti del territorio, ossia al problema urbanistico generale. [...] ci siamo lasciati travolgere dalla velocità delle trasformazioni, abbiamo assistito senza reagire all'avvento del caos [...] La distruzione della natura in Italia è insomma, a nostro parere, un fatto di immaturità culturale prima ancora che di cecità politica, le cui origini andrebbero attentamente studiate in sede storica, filosofica, sociologica: cosa che invece nessuno fa.»

— Antonio Cederna, 1975.
Nel 1955 un piccolo gruppo di intellettuali tra cui Umberto Zanotti Bianco, Elena Croce, Desideria Pasolini dall’Onda e Antonio Cederna fondarono a Roma l’associazione Italia Nostra per la protezione del patrimonio storico, artistico e paesaggistico. L’associazione ebbe per diversi anni un numero ridotto di soci, ma riuscì a radicarsi in molte città italiane e ad acquisire visibilità e influenza. Il nuovo sodalizio costituì una grande novità in un panorama piuttosto stagnante e preluse alla crescita di interesse per il patrimonio ambientale e culturale del decennio successivo. Un “gruppo verde” di Italia Nostra (Bonaldo Stringher, Paola Onelli, Arturo Osio, Pier Dionigi e Carlo Alberto Pinelli, successivamente Fulco Pratesi) tra il 1961 e il 1966 condusse importanti battaglie e numerosi progetti.
Nel 1965 nacque a Parma la Lega nazionale contro la distruzione degli uccelli (LENACDU), che nel 1975 diventò Lega italiana protezione uccelli (LIPU).
Nel 1967 su iniziativa di alcuni componenti del “Gruppo verde” di Italia Nostra, e in particolare di Arturo Osio e Fulco Pratesi, venne costituito l’Appello Italiano per il World Wildlife Fund (WWF) internazionale (che era stato costituito nel 1961). I legami internazionali e la finalità decisamente rivolta alla raccolta di fondi fecero del sodalizio una novità assoluta per l’Italia, che nel giro di pochi anni conquistò un inedito seguito di massa, cogliendo la crescente domanda di ambiente. Il WWF introdusse nell'associazionismo ambientale italiano un legame diretto con la dimensione globale, mise l'ecologia al centro, e investì nell'educazione ambientale anche delle giovani generazioni.
Oltre le associazioni ambientaliste, il nascente movimentismo politico degli anni 1960 inizialmente non si fece portatore delle idee di contro-cultura che già si diffondevano negli Stati Uniti e in altri paesi occidentali, se non in misura marginale. L'ideologia e i modelli organizzativi marxisti-leninisti erano dominanti e tali rimasero fino ai più intensi movimenti sociali agli anni 1980, in cui la divisione ideologia tra destra e sinistra si attenuò, permettendo una maggiore apertura a nuove istanze sociali.

### Temi: continuità e cambiamenti

#### Conservazione delle aree protette
Nel 1949, naturalisti tra cui Renzo Videsott e Alessandro Ghigi promossero la costituzione all'interno del Consiglio Nazionale delle Ricerche di una Commissione parchi nazionali (nel 1951 essa cambierà nome in Commissione per la protezione della natura): svolgerà una fondamentale funzione di denuncia, stimolo e proposta, sino alla sua soppressione nel 1980.
Nel frattempo tra il 1947 e 1951 vennero ricostituiti gli enti gestori del Parco nazionale del Gran Paradiso e di quello d’Abruzzo, che così recuperarono l’originario statuto di autonomia gestionale.
Nel 1959, su iniziativa del forestale Fabio Clauser e del naturalista Pietro Zangheri, l’Amministrazione di Stato per le foreste demaniali eresse 112 ettari di bosco delle Foreste Casentinesi, non più utilizzato da decenni, a riserva naturale integrale. Fu la prima riserva naturale integrale italiana e la prima area protetta creata in Italia dopo il 1935 e la prima delle oltre 130 riserve che il Corpo forestale dello Stato istituirà nel successivo ventennio.
Nel 1961 la rivista “Abruzzo nuovo” pubblicò un’inchiesta del giornalista Zenone Iafrate sulla dilagante illegalità e devastazione nel Parco nazionale d’Abruzzo. L’articolo innescò uno scandalo di notorietà nazionale ed internazionale, che si acuì con il licenziamento del direttore Francesco Saltarelli, che si era opposto alle speculazioni.  Lo scandalo per molti anni farà della riserva abruzzese il simbolo dell’incuria politica e burocratica verso i parchi; e anche quello del loro riscatto per iniziativa di associazioni e opinione pubblica illuminata, che gradualmente riuscirono a invertire la tendenza.
Sempre nel 1961 venne lanciata una proposta di legge per il riordino delle aree protette. L’iter legislativo si concluse trentanni dopo, con l’approvazione della Legge quadro sulle aree protette n. 394 del 1991.
Si rilanciò anche l’interesse alla costituzione di nuove aree protette. Nel 1967 Antonio Cederna insieme al WWF pubblicò la “Prima carta dell’Italia da salvare” nella rivista “Abitare”. Nello stesso 1967 Vincenzo Cabianca, Franco Archibugi e Alberto Lacava elaborarono un “Sistema nazionale dei parchi naturali e riserve naturalistiche”.

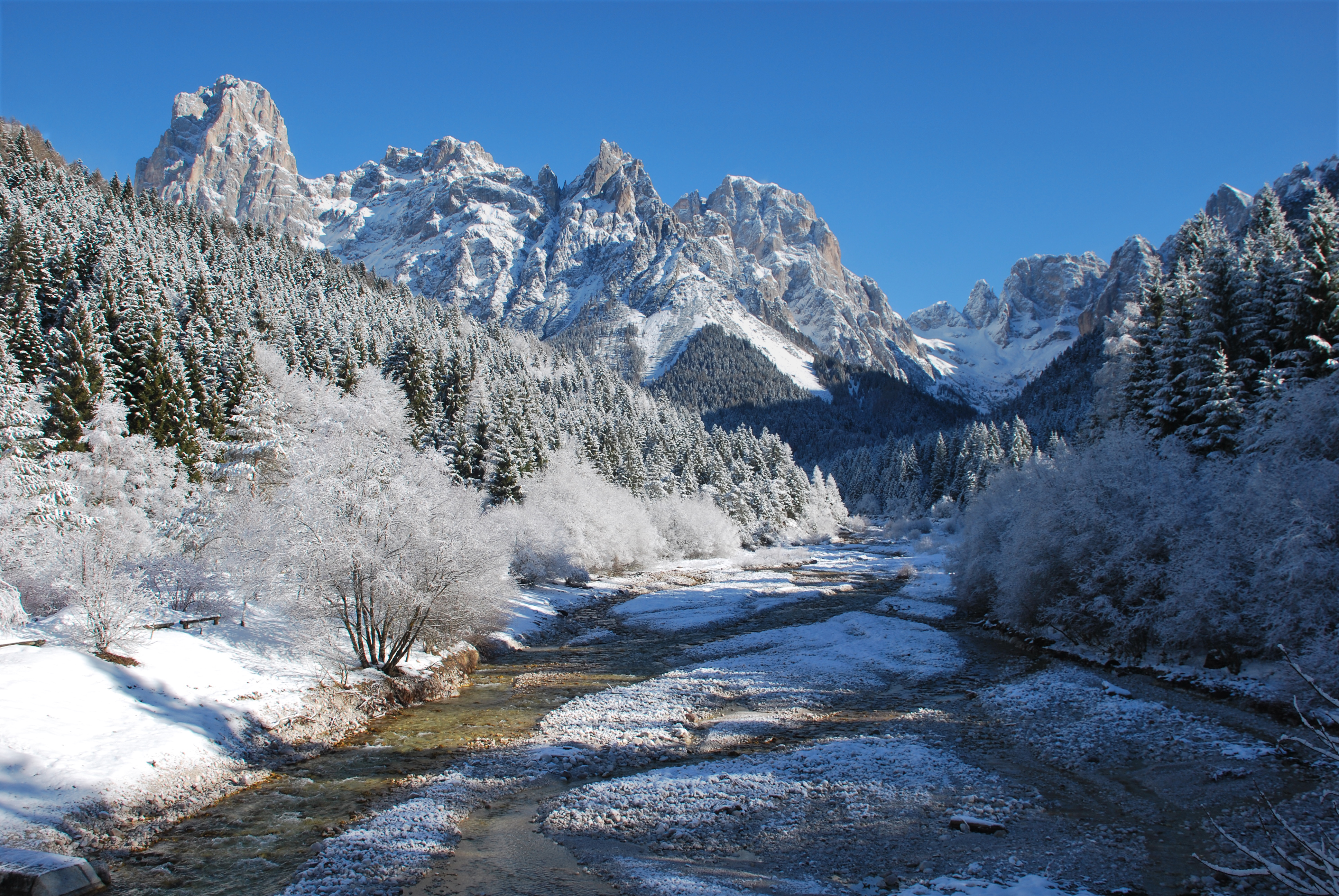
Veduta invernale della Val Canali, parte del parco naturale Paneveggio - Pale di San Martino, istituito dalla Provincia autonoma di Trento nel 1967.

Nel 1967 fu realizzato il piano di gestione del Parco nazionale del Gennargentu. Si trattò del primo piano di area protetta redatto in Italia. Fu seguito nel 1969 dal Piano di riassetto del Parco Nazionale d’Abruzzo, presentato da Italia Nostra; e nel 1970 da quello di valorizzazione naturalistica del Parco dello Stelvio, coordinato da Franco Pedrotti.
Ancora nel 1967, Italia Nostra e il Touring Club inaugurarono a Milano la mostra “Italia da salvare”, un evento inedito e di grande portata. Attirò una grande pubblico e contribuì ad aumentare la sensibilità dell’opinione pubblica nazionale ed estera verso la necessità di tutelare il patrimonio storico artistico e naturalistico italiano, ormai chiaramente accomunati.
Nel 1968 fu costituito il Parco nazionale della Calabria su terreni demaniali posti da decenni sotto il controllo dell’Azienda di Stato per le foreste demaniali. Si trattò di una realizzazione di scarsa efficacia, ma fu il primo parco nazionale istituito dopo 33 anni.  Sempre nel 1968 la Provincia di Trento istituì due parchi naturali (Adamello‐Brenta e Paneveggio‐Pale di S. Martino), che poi impiegarono vent'anni per assumere un assetto definitivo.

#### Gestione dello sviluppo urbano e del territorio

Immediatamente dopo l'alluvione di Firenze del 14 novembre 1966 molte persone, in prevalenza giovani, denominati Angeli del fango, si recarono ad aiutare la popolazione colpita e per recuperare, salvandole dal fango, opere d'arte e libri.

Dopo la crisi abitativa provocata dalla distruzione della guerra, le grandi città italiane, specie del Nord Italia, videro una grande espansione edilizia negli anni 1950-1960: era spesso incontrollata, spinta dal tumultuoso sviluppo economico, speculazioni edilizie e migrazioni interne. Grandi calamità misero in evidenza le conseguenze della gestione del territorio e del dissesto idrogeologico: la grande alluvione del Polesine (1951), il disastro del Vajont (1963), l’alluvione di Firenze (1966), la grande frana di Agrigento (1966).
La stampa giocò un ruolo attivo e crescente di inchiesta e denuncia degli scempi del patrimonio urbano e paesaggistico, facendo aumentare la consapevolezza e il sostegno pubblici. Tra i commentatori più noti furono Leonardo Borgese per il Corriere, Antonio Cederna per Il Mondo e Tullio Zevi per L’Espresso. Negli anni 1960 il Touring pubblicò una serie di reportage sulla speculazione edilizia dilagante nel paese nella sua diffusissima rivista "Le Vie d'Italia".

Torre del Mare, Bergeggi portata ad esempio in una serie di articoli sulla speculazione edilizia della rivista "Vie d'Italia" del Touring nel 1964. "Si è creduto di sostituire la bellezza del paesaggio distrutto, compensandola con le bizzarrie edilizie, la violenza volgare dei colori, lo scoppio fieristico delle luci al neon. Ne sono nati dei suburbi balneari squallidi. E non è difficile immaginare le ripercussioni psicologiche e spirituali sulla popolazione stanziale e transitoria, private di un’oasi di libertà, di un profilo dolce e riposante di intatta natura su cui posare gli occhi e ristorare lo spirito."

Italia Nostra nacque da tentativi di opposizione ad un progetto di sventramento del centro di Roma. Ci furono anche casi notevoli di speculazione edilizia e sviluppo incontrollato di infrastrutture dentro le aree protette. Oltre il caso degli insediamenti turistici dentro il parco nazionale d'Abruzzo (1958-1963), ci fu quello degli impianti idroelettrici e della proposta di una strada dentro il parco del Gran Paradiso; impianti turistici nel parco dello Stelvio; ed estesi insediamenti abitativi nel parco del Circeo.
Il crescente attivismo delle associazioni e della stampa non ebbe un grande impatto sulle scelte politiche del settore, che favorivano lo sviluppo urbano. La legge n. 167/1962, promossa dal ministro dei lavori pubblici Fiorentino Sullo, intese agevolare l’acquisizione delle aree da destinare all'edilizia economica e popolare ed introdusse i primi piani per questo settore. L’anno successivo venne affossata la proposta di una legge quadro per il settore urbanistico, promossa dallo stesso Sullo e richiesta da anni dal mondo degli urbanisti e da associazioni protezioniste come Italia Nostra: si voleva aggiornare e razionalizzare la vecchia legge urbanistica varata da Giuseppe Bottai nel 1942, che aveva molti meriti ma che si era rivelata inadeguata ad affrontare le problematiche territoriali e urbane di un paese in crescita impetuosa. Il vertice della Democrazia Cristiana, maggior partito di governo, cedette invece alle pressioni della destra, della rendita fondiaria e del mondo delle costruzioni e affossò con “la legge Sullo” la possibilità di un governo razionale del territorio.
Nel 1967 venne varata la cosiddetta “legge ponte” (n. 765), così definita perché avrebbe dovuto regolamentare in modo più stringente l’edificazione urbana in attesa dell’approvazione di una vera e propria legge urbanistica. La legge urbanistica invece non si farà più, mentre la “legge ponte” finì con lo svolgere un ruolo storico costringendo tutti i comuni a dotarsi di un piano, moralizzando l’istituto della lottizzazione e introducendo gli standard urbanistici. Erano queste conquiste fondamentali di una moderna civiltà urbanistica e argine al sacco generalizzato del territorio e delle città che aveva generato catastrofi come quella di Agrigento (1966). Ciò nonostante, il paese rimase privo di un quadro normativo organico e si affidò nel tempo a provvedimenti‐tampone relativamente poco efficaci. La stessa "legge ponte", nonostante le innovazioni, permise come soluzioni transitoria il rilascio di un numero elevatissimo di licenze edilizie.

#### Lotta contro l'inquinamento
Negli ani 1960 cominciarono le prime campagne contro l'inquinamento delle acque e dell'aria, di cui aumentava la consapevolezza. Le prime attenzioni si diressero ai componenti non biodegradabili dei saponi domestici, e alle emissioni dei veicoli. I tentativi di regolare questi settori si scontrarono con forti resistenze dei settori economici interessati, che rallentarono fortemente lo sviluppo di regolamentazioni.

## Età d'oro: dall'ecologia politica alle liste verdi (1968-1989)
I decenni 1970-1980 videro una grande crescita della sensibilità ambientale internazionale e nazionale. Le idee e le conoscenze scientifiche sull'ambiente si arricchirono enormemente e alimentarono riflessioni e movimenti molto variegati sulla relazione tra ambiente e società.  Si moltiplicarono le politiche e istituzioni ambientali internazionali. L'Italia, come molti altri paesi, ampliò il sistema di leggi ed istituzioni per la protezione ambientale. Il movimento ambientalista italiano vide un forte sviluppo, in termini di ricchezza e varietà di contenuti, influenza politica, presa di massa, e capacità di produrre risultati. Esso si mosse sempre più verso un impegno politico, nelle istituzioni e per il cambiamento sociale.

### Contesto internazionale
Le questioni ambientali ricevevano una crescente attenzione dai media. Alcuni gravi disastri ambientali catalizzarono l'attenzione pubblica internazionale ed ebbero anche una vasta eco in Italia. Tra di essi, i disastri della superpetroliera Amoco Cadiz (1978), e della petroliera Exxon Valdez (1988);  gli incidenti alle centrali nucleari di Three Mile Island (1979) e Cernobyl (1986); l'esplosione di uno stabilimento dell’impresa chimica statunitense Unione Carbide a Bophal (1984); i primi allarmi scientifici sui danni alla fascia dell'ozono causati da inquinanti atmosferici (1976).
I disastri ambientali, la crescita delle conoscenze ecologiche e l'allargamento delle riflessioni politiche e sociali alimentarono una sempre maggiore consapevolezza dei problemi ambientali, e delle loro ramificazioni globali. La costituzione del Club di Roma nel 1968 segnalò l’avvio di un approccio sistemico alle questioni ambientali che ebbe poi grande influenza internazionale. Si diffusero nuove prospettive ambientaliste che divennero molto influenti anche in Italia, tra cui: una profonda e diversificata critica della società tecnologica e una diffusa ricerca di alternative sociali sostenibili; la fondazione dell'ecologia politica; l'avvio di studi globali dell'ambiente; la nascita dell'ecofemminismo; la nascita dei movimenti di giustizia ambientale; l'affermazione del concetto di biodiversità.
Nel 1972, si tenne a Stoccolma la Conferenza delle Nazioni Unite "Una sola Terra": fu il primo grande summit planetario sulla questione ambientale e richiamò un’enorme attenzione globale. Da quel momento, le iniziative internazionali e gli strumenti ambientali multilaterali si moltiplicarono rapidamente
Dall'inizio degli anni 1970 molti paesi stesero e consolidarono il proprio sistema di leggi e istituzioni ambientali.  Dagli anni 1980 la Comunità Europea cominciò ad introdurre normative ambientali.
Furono fondate nuove organizzazioni ambientaliste, tra cui Greenpeace Foundation (Canada, 1970).
Nacquero i primi partiti ambientalisti in Nuova Zelanda (1972), Australia (1972) e Gran Bretagna (1972). Liste verdi si presentarono alle lezioni in Francia dal 1977. Nel 1981 i verdi fiamminghi furono il primo partito europeo ad entrare in un parlamento nazionale. Nel 1980 fu fondato il partito dei Verdi tedeschi, che nel 1983 entrò in parlamento, divenendo presto punto di riferimento per l’ecologismo politico in Europa.

### Contesto in Italia

Ciminiere a Torino durante gli anni 1970-80.

Il boom economico degli anni 1950-1960 aveva trasformato radicalmente il paese: mentre la popolazione era cresciuta del 20%, il reddito medio era quadruplicato. Erano diminuite la disuguaglianza sociale e il divario tra nord e sud; erano cresciuti fortemente il numero di lavoratori nell'industria e nel settore pubblico, l'accesso all'università e ai beni di consumo. Vasti settori industriali si erano affermati in Italia e all'estero. Negli anni 1970 le tendenze di crescita economica e sociale continuarono, anche se a ritmi meno elevati. Affiorarono però squilibri economici sia a livello globale, sia nel paese, che misero in discussione le fondamenta del boom precedente. L'impennata del prezzo del petrolio dal 1973 accentuò l'inflazione e lo sbilanciamento dei conti pubblici. Crebbe la conflittualità sociale e la spesa pubblica aumentò vertiginosamente, mentre la classe dirigente si dimostrò poco capace di superare logiche particolaristiche e di breve termine nel guidare riforme ed investimenti.

### Riflessioni, inchieste, mass media e sensibilizzazione pubblica
Durante gli anni 1970-1980, tra le riflessioni e studi ambientalisti più influenti di autori italiani furono un libro di Enzo Tiezzi sulla necessità di riconciliare sviluppo umano e processi naturali su scala planetaria; un libro di Aldo Sacchetti sulle sfide ecologiche poste dallo sviluppo industriale; il lavoro dello storico Alberto Caracciolo che promosse la disciplina della storia ambientale; un libro di Vezio De Lucia di esame critico delle vicende urbanistiche italiane; un libro di Dario Paccino che criticò il carattere sostanzialmente conservatore dell’ondata ambientalista e indicò la necessità di un ambientalismo critico e di classe;  la denuncia dei danni ambientali di Antonio Cederna; il lavoro di Giovanni Ciccotti, Marcello Cini, Michelangelo de Maria e Giovanni Jona‐Lasinio che mise in discussione la neutralità politica della scienza e aprì una vasta discussione; la riflessione di Laura Conti su ecologia e società; un libro di Valerio Giacomini e Valerio Romani sulle aree protette che divenne un importante punto di riferimento per i promotori e gestori di parchi naturali provenienti dai partiti di sinistra; l'opera del magistrato Gianfranco Amendola sulla divulgazione del diritto ambientale.
Alcune opere divulgative ottennero grande successo: tra di esse una Guida alla natura d’Italia costituì la prima introduzione di alta divulgazione agli ambienti naturali italiani, ebbe un enorme successo di pubblico con sei edizioni fino al 1984 e fu seguita da dieci guide regionali, altrettanto popolari. L’opera diede un notevole contributo all'educazione degli italiani all'ambiente, allo sviluppo del turismo naturalistico e alla battaglia per i parchi.
Si moltiplicarono le riviste di interesse ambientale. Nel 1970 La Federazione Pro Natura diede vita al bollettino mensile Natura e società, diretto da Dario Paccino: per diversi anni la rivista svolse un importante ruolo di animazione e di stimolo, con una forte connotazione politica. Nel 1971 iniziarono le pubblicazioni della rivista Ecologia diretta da Virginio Bettini: nel 1980 divenne il mensile a larga tiratura “La Nuova Ecologia”, dal 1996 rivista ufficiale di Legambiente, con dichiarati obiettivi di mobilitazione sociale sulle problematiche ambientali. L'antica rivista di divulgazione scientifica Sapere, dal 1974 sotto una nuova direzione editoriale, accentuò lo studio di aspetti sociali e politici dei problemi ambientali: pubblicò numerose inchieste su casi di inquinamento e un supplemento intitolato "Ambiente e potere". Nel 1974 nacque Rosso vivo - Foglio mensile di lotta ecologica,  pubblicato in modo irregolare fino al 1986, rappresentando la prima pubblicazione della “sinistra antagonista” di argomento ambientale. Nel 1981 comparvero le riviste Airone e Ambiente Risorse Salute; nel 1983, Natura Oggi.
Negli anni 1970 si fece strada l'educazione ambientale nelle scuole. Si diffusero iniziative soprattutto nella scuola dell'obbligo, promosse dagli Istituti regionali di ricerca, sperimentazione e aggiornamento educativo. Nel 1982 a Mestre nacque la prima Università Verde, esperienza di alfabetizzazione sulle tematiche ambientali che accompagnò la crescita del movimento ambientalista italiano. Si diffusero rapidamente in tutto il paese, con un picco nella seconda metà degli anni 1980 e costituirono una federazione nazionale.
Tra le campagne di sensibilizzazione pubblica di grande rilievo furono quelle di Legambiente: la Goletta Verde e il “Treno Verde”: questo, organizzato dal 1988 per misurare l’inquinamento nelle città italiane, rappresentò la più grande campagna svolta fino ad allora in Italia per l'informazione scientifica e sensibilizzazione sulla qualità dell’aria nelle città, sulla mobilità e sui danni provocati dal rumore.

### Comitati e associazioni
Tra la fine degli anni 1960 e l'inizio degli anni 1970 esisteva un vasto fermento sociale tra i giovani, in cui le istanze ambientaliste si fecero strada, inizialmente molto gradualmente, tra tante altre motivazioni di cambiamento sociale: dal pacifismo, alle correnti di dissenso dei cattolici, ai tanti movimenti e gruppi di dissenso e lotta politica che sorsero in quegli anni. Nel 1968 Italia Nostra, WWF, CAI e LeNaCDU organizzarono a Roma la prima manifestazione ambientalista italiana su scala nazionale, che vide sfilare migliaia di persone.
Dai primi anni 1970, a fianco delle realtà istituzionalizzate, proliferarono un grande numero di attività spontanee locali, come comitati e gruppi di volontari. Essi avevano motivazioni non collegate al protezionismo che aveva ispirato le associazioni negli anni precedenti: si facevano strada nuove sensibilità ambientali, verso l'inquinamento, l'energia, la sostenibilità dei modelli economici, la crescita demografica. Alcune iniziative erano legate a lotte sindacali per l'ambiente di lavoro o alle lotte per la casa nelle grandi città. Alcuni gruppi erano molto politicizzati e ideologizzati: le idee ambientali restavano spesso periferiche alle loro battaglie. Altri rappresentarono realtà professionali che si politicizzavano e avevano anche interessi ambientalisti: fu questo il caso di associazioni come Medicina democratica, Urbanistica democratica , Geologia democratica.
La devoluzione amministrativa statale avviata dagli anni 1970 diede impulso a una ricca serie di investimenti culturali e di ricerca da parte delle Regioni ed autorità locali, volti a mettere in evidenza la storia e valori locali. Il crescente dinamismo locale alimentò ulteriori esperienze e sensibilità ambientaliste. Nei primi anni 1970 questo tessuto movimentistico era molto frammentato, ma produsse individui ed esperienze che confluirono nei movimenti ambientalisti successivi.
Nel contempo, le associazioni ambientaliste nazionali continuarono le proprie battaglie tradizionali, e alcune di esse si mossero gradualmente verso un diretto impegno politico. In questo periodo furono fondate nuove associazioni che presto guadagnarono influenza e arricchirono il sempre più variegato movimento ambientalista. WWF e Italia Nostra videro aumentare decisamente il proprio numero di soci, anche se durante i primi anni 1970 l'associazionismo ambientale italiano rimase numericamente inferiore rispetto a quello di molti altri paesi europei.
Il Partito Radicale promosse la costituzione di numerose associazioni nell'ambito del proprio impegno sui diritti civili: La Lega per l'obiezione di coscienza (1973), la Lega contro la vivisezione, la Lega italiana per i diritti degli animali, la Lega per l'Abolizione della Caccia. Nel 1978 fondarono Amici della Terra, struttura federata al partito e ispirata da omologa associazione britannica.  Queste associazioni si impegnavano solitamente su battaglie specifiche, al di fuori di una chiave ideologica generale.
Nel 1975 Giulia Maria Mozzoni Crespi, Renato Bazzoni, Alberto Predieri e Franco Russoli fondarono a Milano il Fondo Ambiente Italiano (FAI) con lo scopo, ricalcato su quello del National Trust britannico, di acquisire monumenti e aree naturali di pregio per garantirne la tutela. Parallelamente, a Roma, Bruno De Vita fonda Teleambiente, per la divulgazione delle idee ambientaliste attraverso i mass media.
Nel 1980 fu costituita a Roma la Lega per l’Ambiente Arci, con l’ambizione di costituire un punto di riferimento di massa per l’ecologismo di sinistra italiano e un ponte tra le questioni ambientali e i partiti e sindacati che fanno riferimento al movimento operaio. Legambiente si strutturò su un modello federativo di numerosi circoli locali, e impostò le proprie iniziative con rigore e spessore culturale, sostenendole attraverso un comitato scientifico e centri di azione giuridica. Furono coinvolte molte figure rilevanti dell’ambientalismo italiano, tra cui Enrico Tiezzi, Bernardo Rossi Doria, Massimo Scalia, Gianni Mattioli, Giuliano Cannata, Virginio Bettini, Laura Conti e Giorgio Nebbia. Nel 1983 fu organizzato il primo congresso nazionale della Lega per l’Ambiente, intitolato Pensare globalmente agire localmente. Alla presidenza fu eletto Chicco Testa, alla segreteria Ermete Realacci.
Altre associazioni fondate nel periodo furono la Lega naturista (1976); AAM Terra (1977), ispirata al movimento biodinamico tedesco; i Gruppi di Ricerca Ecologica (GRE) (1978), inizialmente associati al Movimento Sociale Italiano; Federconsumatori (1978) Marevivo (1985); l'ufficio italiano di Greenpeace (1986); Fare Verde (1986); ARCI Gola (1986). Insieme alle associazioni, si moltiplicarono anche le iniziative, le forme di campagna e di impegni, dalle battaglie sui temi specifici, a campagne per il cambiamento di stili di vita.
Con la legge 349/1986 istituente il Ministero dell'Ambiente, le principali associazioni ambientaliste (WWF, Amici della Terra, FAI, Federterra, GRE, Greenpeace, Italia Nostra, Kronos '91, LIPU, Lega per l'ambiente, Marevivo) furono formalmente riconosciute e divennero membri dell principale organo consultivo del Ministero: il Consiglio Nazionale dell'Ambiente.
Alla fine degli anni 1980, le principali associazioni ambientaliste raggiunsero un numero di soci ragguardevole: 300,000 soci per il WWF (1991) e 50,000 per la Lega per l'Ambiente (1986).
Insieme al rafforzamento delle organizzazioni nazionali, durante gli anni 1980 si moltiplicarono ulteriormente le iniziative locali: dalla lotta contro sviluppi di infrastrutture, alle sperimentazioni produttive ispirate da idee ecologiche, ad iniziative di solidarietà e cooperazione con paesi in via di sviluppo, alla tutela della natura locale, al controllo della gestione del territorio da parte delle autorità locali.

### Organizzazioni sociali e politiche di massa
Le organizzazioni che rappresentavano le culture dominanti in Italia, cioè il cattolicesimo ed il marxismo, resistettero per molto tempo le idee dell'ambientalismo che erano veicolate da un associazionismo sempre più dinamico. Le motivazioni erano ideologiche, ma includevano anche il timore di perdere le rispettive egemonie culturali. Secondo alcuni, questo fattore è all'origine della storica arretratezza culturale italiana rispetto ai temi ambientali, in confronto ad altri paesi europei. Altri similmente sottolineano che il movimento ambientalista italiano cercò una direzione politica autonoma negli anni 1980 perché le organizzazioni della società civile italiane non riuscirono a guadagnare una dimensione ed un riconoscimento politico di portatori di interessi pubblici, come accadeva in altri paesi europei dove la società civile ha avuto storicamente maggiori sviluppo ed autonomia dalle forze politiche ed istituzioni sociali.
Nei primi anni 1970, la Chiesa cattolica, fino ad allora sostanzialmente muta sulle questioni ambientali, cominciò a manifestare attenzione: nel 1970 Papa Paolo VI rivolse un impegnativo discorso ai dirigenti e al personale della FAO a Roma, nel quale considerò i rischi ecologici globali; poco dopo, il cardinale Roy, presidente della Commissione pontificia “Iustitia et pax” inviò un messaggio di tono analogo al segretario dell’ONU in occasione del lancio del secondo decennio dello sviluppo. Nei giorni successivi, infine, il gesuita Bartolomeo Sorge ruppe l’assoluto silenzio tenuto negli anni dalla più importante rivista vaticana, “La civiltà cattolica”, con un lungo e impegnativo saggio che a partire dal commento del discorso di Paolo VI esaminò ampiamente l’intera problematica ambientale. L'insegnamento cattolico, fortemente antropocentrico, si scontrava con le interpretazioni ecologiche della natura, e specialmente con i filoni più fondamentalisti dell'ecologismo. Punti di incontro furono invece le lotte per la pace, contro la fame e contro le disuguaglianze sociali. Un importante segno di avvicinamento ai temi ambientali fu l'enciclica Sollicitudo rei socialis di Papa Giovanni Paolo II nel 1987.
Simile ritardo ebbe il mondo marxista: in esso le idee ecologiste venivano spesso viste come mistificazioni della realtà economica e sociali, distrazioni dalla lotta di classe, e ostili allo sviluppo economico. Nel 1971 un importante convegno organizzato dall’Istituto Gramsci manifestò le spinte e i ritardi presenti all'interno del PCI sulla questione ambientale. Nel 1977 il segretario del Partito Comunista Enrico Berlinguer in un convegno a Roma propose l’idea di superare la società dello spreco in direzione di un modello di sviluppo più razionale, socialmente equo e rispettoso dell’ambiente. La proposta declinerà con il successivo allontanarsi del PCI dall'area di governo e col declino stesso della sua forza elettorale ma costituì un rarissimo tentativo da parte dei grandi partiti di massa italiani di farsi organicamente carico della problematica ambientale.
Le riflessioni sui cambiamenti sociali promosse dal PCI, ancorate nell'ideologia e nel centralismo del partito, faticavano a spiegare una società sempre più diversificata e complessa. Durante gli anni 1970 esisteva una certa convergenza fra i movimenti ambientalisti e i movimenti operai e sindacali; tuttavia, esistevano tra loro anche valutazioni molto differenti, specie rispetto all ricadute occupazionali di scelte industriali favorite dagli ambientalisti, e più in generale, rispetto alla visione dello sviluppo economico e scientifico e del ruolo che l'ecologia dovrebbe giocare nelle scelte politiche. Negli anni 1980 il PCI ondeggiò sulla battaglia, cruciale per gli ambientalisti, contro l’energia nucleare, per eventualmente approvare una mozione favorevole ad essa nel congresso del 1986.

### Riforme ambientali e referendum
Durante gli anni 1970, la spinta della più ampia riflessione ambientalista e dei movimenti ambientalisti, contribuirò a stimolare riforme legislative ispirate da approcci più organici all'ambiente, di quanto fosse stato fatto in precedenza. Le emergenze ambientali furono anche un pungolo ulteriore. Le riforme italiane avevano luogo insieme alla crescita di riforme istituzionali analoghe in altri paesi e di iniziative internazionali.
Negli anni 1970 le associazioni impegnate nella conservazione della natura promossero lunghe battaglie contro la caccia. Ripetuti tentativi di riforma tramite referendum costituirono un terreno di prova per una più diretta azione politica. Nel 1975 WWF, LIPU e Italia Nostra promossero la prima raccolta di firme per un referendum abrogativo di alcune norme sulla caccia, ma non raggiunsero il numero necessario. Nel 1980 il Partito radicale, con il sostegno di diverse associazioni ambientaliste,  promosse dieci referendum abrogativi tra cui due riguardanti la caccia e il nucleare: le firme raccolte dai due referendum ambientalisti superarono le 800.000 ma nel 1981 la Corte Costituzionale dichiarò inammissibili i quesiti referendari.
«Cronologia delle riforme:
- 1971: con il nuovo programma economico nazionale 1971-1975, cosiddetto Progetto 80, il governo italiano introdusse per la prima volta una programmazione organica economica e del territorio, che teneva in considerazione la sostenibilità ambientale come variabile di programmazione. Il programma ebbe però pochi risultati immediati. Nello stesso anno il Senato pubblicò una prima indagine complessiva sui problemi ecologici.[7][29][30]
- Primi anni 1970: l’Italia avviò processi di devoluzione amministrativa che trasferirono alle Regioni un’ampia serie di competenze. Inizialmente,  le politiche ambientali rimasero per lo più centralizzate; dal 1977, le competenze ambientali delegate alle Regioni aumentarono, e così anche un’aspra dialettica Stato‐Regioni, soprattutto nel settore dei parchi naturali, perché la normativa era incompleta e poco chiara.[1]
- 1973: il governo Rumor IV istituì il primo Ministero dell'Ambiente, senza portafoglio. Nel successivo governo Rumor V il Ministero dell'ambiente venne soppresso e fu istituito al suo posto un Ministero dei Beni culturali ed ambientali: esso sottrasse per la prima volta i beni culturali al Ministero dell'istruzione, ma rifletteva ancora una visione ambientale limitata ai beni da proteggere.[7] Nel 1973 il governo promosse la preparazione della prima relazione sullo stato dell'ambiente.[31]
- 1973-1976: di fronte alla crescita della sensibilità ambientale, esisteva una percezione che le riforme legislative non erano al passo coi tempi. Alcuni magistrati, cosiddetti "pretori d'assalto"[32], intrapresero indagini su scottanti problemi di inquinamento. La Corte di Cassazione pronunciò delle interpretazioni estensive della Costituzione, imponendo allo Stato il dovere di "tutelare la salute come fondamentale diritto dell'individuo e interesse della collettività".[7]
- 1976: fu eventualmente introdotta la prima importante legge contro l'inquinamento delle acque (legge 316/1976, cosiddetta legge Merli).[1]
- 1977: fu approvata la legge sul regime dei suoli, la cosiddetta “legge Bucalossi”:  senza essere la regolamentazione completa del settore urbanistico, da lungo attesa, la nuova legge rese obbligatorie alcune regole di minima civiltà come l’onerosità della concessione a edificare, la promozione dell’edilizia convenzionata, le sanzioni all'abusivismo e il programma poliennale di attuazione.[1]
- 1977: fu approvata la legge n. 968 sulla “protezione e la tutela della fauna e la disciplina della caccia” che modificò la disciplina del 1939 introducendo una storica novità: la fauna non è più considerata res nullius bensì “patrimonio indisponibile dello stato”. Si passò da una normativa in cui esiste una lista di specie protette e tutto il resto è cacciabile a un’altra in cui ‐ al contrario ‐ tutte le specie sono protette salvo quelle cacciabili.[1]
- 1978: fu approvata, con la legge 833/1978, la riforma sanitaria. Tra le molte conseguenze importanti, impose la prevenzione dei danni alla salute e i primi controlli ambientali.[1]
- Primi anni 1980: si intensificarono le riforme legate a direttive europee: il Dpr 470/1982 sulla qualità delle acque di balneazione; il Dpr 175/1988 sui rischi di incidenti connessi con determinate attività industriali (Direttiva Seveso).[1]
- 1982: fu approvata la prima normativa per gestire lo smaltimento dei rifiuti con il Dpr 915/82.[1]
- 1985: il governo Craxi varò il primo di una serie di condoni edilizi, finalizzato a sanare le grandi sacche di abusivismo createsi negli anni. Al pari di quelli successivi, a fronte di introiti modesti, il condono incoraggerà l’ulteriore diffusione dell’illegalità in campo urbanistico, diffondendo la convinzione che il costruire senza autorizzazioni può prima o poi essere regolarizzato in cambio di una piccola somma.[1]
- 1985: fu convertito in legge il “decreto Galasso” del 21 settembre 1984: con l’approvazione della nuova legge (la 431/1985) la tutela del paesaggio e dell’ambiente fece in Italia uno storico passo in avanti. Primo provvedimento organico sulla materia dopo la vecchia legge 1497 del 1939, essa suddivise le bellezze naturalistiche in categorie, prevede forme di tutela valide su tutto il territorio nazionale e introdusse una specifica disciplina autorizzatoria. Delegò alle Regioni la predisposizione di piani paesistici che possono prevedere anche la totale inedificabilità.[1]
- 1986: (governo Craxi II) fu istituito per la prima volta un Ministero dell’Ambiente, distinto da quello dei Beni culturali e ambientali (nel governo Craxi I era in realtà stato istituito un Ministero dell’Ecologia, ma era ancora senza portafoglio). Inoltre, la legge 349/86 che lo istituì, ratificò la direttiva comunitaria sulla Valutazione d’impatto ambientale, introdusse norme di riconoscimento delle associazioni ambientaliste con la possibilità di costituirsi parte civile per danno ambientale, promosse la più ampia divulgazione sullo stato dell’ambiente.[1]
- 1989: la legge n.183 intitolata “Norme per il riassetto organizzativo e funzionale della difesa del suolo” introdusse una regolamentazione finalizzata alla difesa del suolo e la gestione integrata delle risorse idriche. A lungo atteso, è stato uno dei provvedimenti ambientali più organici mai introdotti in Italia.[1]
- 1989: venne anche approvato il primo Piano triennale dell’ambiente, strumento con cui si pianifica l’investimento in tutti i settori ambientali, dai rifiuti alle aree protette.[1]»

Le riforme ambientali si amplificarono durante gli anni 1980, spinte dai governi di centro-sinistra. Le istanze del movimento ambientalista trovarono maggiore ascolto nella politica. Italia Nostra divenne consulente del governo per i beni culturali. Tuttavia, le riforme produssero risultati inferiori alle attese, scontrandosi con interessi consolidati e con la difficoltà di incidere sulle scelte economiche e sulle loro conseguenze ambientali di lungo termine. La diminuzione delle divisioni ideologiche in questa fase storica creò spazio per le idee ambientaliste: parte dei movimenti si mossero verso un impegno diretto in politica. Tuttavia, la gestione clientelare del consenso politico rimase prevalente nel contesto italiano. La disoccupazione crescente specie al sud, e la diminuzione del sostegno sindacale e delle opportunità di emigrazione favorirono la partecipazione sociale nel sistema politico clientelare. Conseguentemente, gli interessi particolari prevalevano su istanze di solidarietà sociale o di interesse collettivo, come quelle ambientali, soprattutto qualora esse mettessero in discussione attività economiche e l'occupazione.

### Ingresso in politica
Nella seconda metà degli anni 1970 ci fu un intenso dibattito all'interno dei tanti movimenti e gruppi ambientalisti italiani sulla necessità di un coordinamento nazionale e di una presenza politica diretta. Alcuni preferivano mantenere l'autonomia movimentistica, altri entrare in un partito esistente, altri presentare liste locali. L'impegno politico diretto era motivato dalla percezione di insensibilità alla causa ambientale tra le forze politiche, e dal respingimento dei referendum abrogativi; nel mentre cresceva l'interazione tra i movimenti ambientalisti e i movimenti pacifisti.
Le prime campagne antinucleari (1976-1979) svolsero un ruolo centrale nel far emergere la necessità di un impegno politico diretto del variegato movimento ambientalista: esse mostrarono la distanza tra l'ambientalismo e le forze politiche tradizionali, anche di sinistra; costituirono un tema di concentrazione ai movimenti sociali nati dalla fine degli anni 1960; diedero grande visibilità di massa alla questione ambientale; e fornirono l'opportunità di collegare le opposizioni locali agli impianti nucleari con le critiche più trasversali alla società contemporanea mosse dai movimenti sociali di contro-cultura (la contrapposizione al sistema politico, l'appello alla democratizzazione dal basso, la critica al capitalismo e alle scelte tecnologiche da esso dirette).
«Sicuramente al fondo della presa di coscienza "verde" sta per molti versi un "allarme", un forte bisogno di tirare il freno di emergenza [...] a questa si coniuga un sedimento cospicuo, ma disincantato degli ideali e delle lotte degli anni '60-'70. Il bisogno di ugualitarismo, di liberazione, di parità sessuale, di comunicazione, di abbattimento delle gerarchie, di giustizia sostanziale, di democrazia. [...] il nuovo sapere critico acquisito sull'onda dei movimenti del 1968: dalla medicina alla pedagogia, dall'architettura al diritto, dall'ingegneria all'urbanistica o alla psicologia. [...] l'Italia, quale sede privilegiata di un intenso sviluppo politico e di una originale e diffusa cultura della sinistra negli anni '60-'70 appare oggi un terreno assai meno propizio alla maturazione di una forza politica ecologista ed alternativa simile a quella dei verdi di altri paesi. [...]sembra scontato a molti , anche tra i "verdi" stessi, che una posizione "ecopacifista" non sia altro che il naturale prolungamento di una tradizione di sinistra [...] i "verdi" dovranno piuttosto costituire un altro polo, su un'altra sponda.»

— Relazione di Alexander Langer alla prima assemblea nazionale delle Liste Verdi in Italia - Firenze, 8 dicembre 1984. Riportata in Del Carria, 1986
Nel 1978 esponenti ambientalisti parteciparono in elezioni comunali e provinciali in Alto Adige (poi avrebbero contribuito a fondare il partito Verdi del Sudtirolo/Alto Adige). Le prime liste di ispirazione ambientale si presentarono alle elezioni amministrative del 1980 a Milano, Mantova e in altri comuni minori. Nel 1981 a Bologna ad un convegno promosso da Legambiente nacque "Arcipelago verde", la prima forma di coordinamento tra un centinaio di associazioni e gruppi nazionali e locali. Nel 1982 un convegno a Trento promosso da Marco Boato e Alex Langer discusse la scelta tra movimento e partito: c'era tensione tra coloro (incluso associazioni storiche come WWF, Federnatura e Italia Nostra) che, disillusi dalla politica, volevano preservare l'autonomia movimentistica;  chi voleva mantenere e coordinare la galassia di iniziative; e chi propendeva per una forma politica organizzata. Tra questi ultimi, il Partito Radicale fu un attivo promotore di un impegno politico diretto da parte degli ambientalisti: del variegato movimento il Partito Radicale aveva preconizzato molte idee e battaglie, dai diritti civili all'ambiente. Esso rimase tuttavia in tensione con le idee anti-partiti diffuse tra gli ambientalisti; e la sua cultura organizzativa, basata su figure carismatiche, spesso mal si accordava con il frammentato movimento dal basso.
Nel 1983, alle elezioni amministrative in una cinquantina di comuni, per lo più di dimensioni medio‐grandi, vennero presentate delle liste verdi in una dozzina di comuni: ottennero buoni risultati ad Ancona (3%) a Monza (3,2%) ma soprattutto nei comuni interessati a siti nucleari civili o militari come Viadana, Montalto di Castro, Viterbo e Avetrana, dove le percentuali superano in qualche caso il 10%. Dopo il precedente tentativo non riuscito da parte del Partito Radicale, si rinnovò il dibattito sulla possibilità di una rappresentanza verde in Parlamento. Un convegno (“I Verdi in Italia”) a Milano fu promosso da “La nuova ecologia”: radicali, Amici della Terra e il Partito di unità proletaria spinsero per la costituzione di liste Verdi, sull'onda del successo elettorale dei Verdi tedeschi alle elezioni dei primi di marzo e le prime affermazioni delle liste locali alle elezioni amministrative in Italia.
Nel 1985 alle elezioni amministrative, per la prima volta le liste verdi furono presenti diffusamente: ottennero una media del 2% di consensi, circa 600.000 voti, 10 consiglieri regionali eletti (due in Lombardia e uno in Piemonte, Veneto, Liguria, Emilia‐Romagna, Toscana, Marche, Lazio, Campania) e 85 consiglieri comunali e provinciali.
Il movimento politico verde nacque dunque da una galassia di liste locali, che passarono da quattro nel 1980, a sedici nel 1983, a centocinquanta nel 1985, coagulando nelle liste elettorali i membri di centinaia di associazioni ecologiste, ambientaliste e pacifiste. Le maggiori associazioni ambientaliste non aderirono formalmente alle liste elettorali, sebbene esprimessero talora una convergenza ideale e sebbene alcuni esponenti delle associazioni stesse si candidarono nelle liste. La scarsa sensibilità ambientale, ma soprattutto le posizioni anti-partiti diffuse tra gli ambientalisti suscitarono opposizione tra i maggiori partiti politici. Di fronte alla crescita del movimento, essi cercarono poi di cooptarne istanze ed esponenti, sia direttamente, sia costituendo e sostenendo associazioni afferenti ai partiti e portatrici di idee ambientaliste, femministe e pacifiste. A questo si contrapponevano le iniziative volte a far emergere una nuova forma di rappresentazione politica: contro la burocratizzazione ed il controllo centrale tipico dei partiti, e a favore di una organizzazione sociale decentrata e basata su relazioni a rete tra le tante anime nazionali e locali della galassia ambientalista.
Nel 1986 fu eventualmente fondata una Federazione nazionale delle liste verdi. Il sistema politico proporzionale senza soglie di sbarramento e il meccanismo di finanziamento pubblico ai partiti favorirono la scelta, sebbene la federazione fosse ancora piena di divisioni ed incertezze.
Alle elezioni politiche del 1987 i Verdi sotto il simbolo della Federazione, Il sole che ride, entrarono per la prima volta in Parlamento con il 2,51% dei voti alla Camera e l’1,96% al Senato (con una differenza di circa 3:1 tra i consensi al nord e al sud),  eleggendo 13 deputati e 1 senatore. Oltre ai Verdi, ci furono numerosi ambientalisti eletti nelle liste del PCI, Sinistra indipendente e Democrazia Proletaria.
Alle elezioni del parlamento europeo del 1989, alcuni membri della Federazione ne uscirono per formare la lista dei Verdi arcobaleno, per perseguire una collocazione politica a sinistra, con l'appoggio della Lega per l'ambiente e la LIPU. Ottennero il 2,5% dei voti e 2 parlamentari (Adelaide Aglietta e Virginio Bettini). I Verdi del Sole che ride, che intendevano preservare l'originaria ispirazione movimentista, ottennero il 3,8% dei voti e tre parlamentari (Gianfranco Amendola, Enrico Falqui, e Alexander Langer).

### Temi e loro sviluppi

#### Conservazione della natura
Durante gli anni 1970-1980 le organizzazioni ambientaliste estesero le proprie battaglie per la conservazione della natura. Nel 1970 WWF Italia, LeNaCDU e Italia Nostra raccolsero 500.000 firme contro la ripresa dell’uccellagione: l’iniziativa fallì ma costituì un’esperienza seminale per l’ambientalismo italiano, da cui partì l'impegno tramite i referendum, specie contro la caccia.
La conservazione delle aree protette si mosse verso un approccio più sistemico e meno locale. Nel 1971 il Gruppo di lavoro per la conservazione della natura della Società botanica italiana pubblicò un censimento nazionale dei biotopi meritevoli di conservazione in Italia, che avrebbe influenzato le politiche di istituzione di aree protette nel ventennio successivo.
Nel 1974, dopo approfonditi studi, un’ampia consultazione popolare e la redazione di un ambizioso piano regionale, la Lombardia approvò l’istituzione del Parco del Ticino: fu il primo parco naturale regionale effettivamente funzionante. Da allora le regioni, e inizialmente soprattutto Lombardia e Piemonte, divennero protagoniste nel campo delle aree protette.
Nel 1980 WWF Italia e Università di Camerino organizzarono il convegno “Strategia 80 per i parchi e le riserve d’Italia” nel quale lanciarono la cosiddetta “sfida del dieci per cento”: portare la superficie delle aree protette italiane dal 1,5% del territorio nazionale al 10%. Nel giro di poco più di un decennio l’obiettivo, all'epoca considerato visionario, verrà raggiunto e superato.
Nel 1985, a seguito di una raccolta di firme partita molti anni prima e la presentazione nel 1978 di una legge di iniziativa popolare, la Regione Toscana istituì il Parco naturale Regionale delle Alpi Apuane. Tuttavia, nel 1997, con la Legge Regionale 65/1997 ne venne ridotto il perimetro da circa 54.000 ettari agli attuali 20.598 ettari, in modo da tutelare la presenza delle cave di marmo, riclassificate come “aree contigue”. A seguito di questi eventi nasce il movimento ambientalista ed antiestrattivista No Cav.
Alla fine degli anni 1980, vent'anni dopo l'istituzione dell'ultimo parco nazionale in Calabria, la grande spinta popolare e istituzionale del quindicennio precedente per l’istituzione di nuove aree protette cominciò a dare frutti importanti. La legge finanziaria per il 1988 (legge n. 67/1988) prevedette l’istituzione di tre grandi parchi nazionali: Pollino, Monti Sibillini e Dolomiti Bellunesi. L’anno successivo la legge sulla “Programmazione triennale per la tutela dell’ambiente” (n. 305 del 28.8.1989) prevedette l’istituzione di altre tre parchi nazionali: Aspromonte, Arcipelago Toscano, e Foreste Casentinesi, Monte Falterona e Campigna.

#### Movimento contro l'energia nucleare
Tra il 1958 e 1961 grandi imprese, tra cui FIAT, Edison, Motecatini e poi anche Agip, avevano costruito le prime centrali nucleari italiane. Nel 1971 l'ENEL cominciò la costruzione della quarta, a Caorso; nel 1975 avviò la costruzione della quinta a Montalto di Castro. La guerra del Kippur del 1973 fece innalzare il prezzo del petrolio. Il governo italiano varò un piano di austerità, con le domeniche senz'auto. La crisi fece percepire i limiti del petrolio e delle risorse in generale, e accelerò ricerca di fonti alternative, tra le quali le politiche pubbliche privilegiavano il rilancio del nucleare. Il Piano energetico nazionale (PEN) del 1975 prevedette la realizzazione di una ventina di nuove centrali nucleari che avrebbero dovuto produrre, entro il 1985, tra 20.400 e 26.400 megawatt, per raggiungere poi, nel 1990, una potenza nucleare installata tra 42.100 e 62.100 megawatt. La redazione dei PEN era fortemente influenzata dalle grandi aziende del settore nucleare, private e pubbliche, e presentava proiezioni di crescita del fabbisogno energetico molto elevate.

Manifestazione anti-nucleare, Trino Vercellese, maggio 1986.

Dai primi anni 1970 le associazioni ambientaliste italiane cominciarono a prendere posizioni contro l'energia nucleare. Nel 1977 in occasione della conferenza mondiale di Salisburgo organizzata dall’Agenzia internazionale per l'energia atomica si tenne una contro‐iniziativa intitolata “Conferenza su un futuro non‐nucleare” cui partecipano delegazioni da 19 paesi del mondo. Fu la prima occasione in cui gli anti‐nuclearisti italiani (tra cui Emma Bonino, Giorgio Nebbia e Mario Signorino) si confrontarono con esponenti stranieri del movimento. Il movimento antinucleare prese alcuni anni per diffondersi oltre le organizzazioni di punta.  Eventualmente, vi confluirono tante anime diverse, dalle associazioni ambientaliste classiche, come WWF e Italia Nostra, ai movimenti politici e studenteschi, movimenti cattolici,  e sindacati. Alla fine degli anni 1970 le battaglie coinvolsero le popolazioni locali dei siti di centrali proposte o in funzione.
Il Partito radicale svolse un ruolo centrale: nel 1977 promosse la costituzione della Lega per l’energia alternativa e la lotta antinucleare, prima associazione nazionale anti‐nucleare. Nel 1978 anti-nuclearisti di sinistra costituirono il Comitato per il controllo delle scelte energetiche, un organismo nazionale destinato ad espandersi notevolmente e a giocare ‐ spesso in concorrenza con i radicali ‐ un ruolo cruciale nella battaglia antinucleare italiana. Il Comitato pubblicava il bollettino “QualEnergia” che dal 1981 divenne una rivista a cadenza trimestrale. Autonomia Operaia e il Movimento del 1977 promossero il Coordinamento nazionale antinucleare antimperialista. Nel 1979, in conseguenza dell'incidente di Three Mile Island, il 19 maggio scesero in piazza a Roma quarantamila persone: fu la prima grande manifestazione italiana contro l’atomo civile. Il movimento anti nucleare si intrecciò con quello pacifista, specie dopo la riconversione dell'aeroporto siciliano di Comiso in base missilistica della Nato nei primi anni 1980.
Dalla fine degli anni 1970 il governo Italiano cominciò a ridurre le ambizioni di sviluppo del settore nucleare. Il Piano energetico nazionale del 1981 prevedette soltanto quattro nuove centrali. Il successivo piano del 1986, alla vigilia dell’incidente di Chernobyl, ridusse ulteriormente le previsioni a un totale di 10.000 nuovi megawatt da installare.
Dopo l'incidente di Chernobyl (1986), il sostegno al movimento anti nucleare crebbe enormemente. Si susseguirono grandi manifestazioni pubbliche. Nel frattempo cominciò a cessare ‐ per vari motivi ‐ la produzione di energia nelle centrali nucleari esistenti tra il 1986 e 1987. Nel 1987 si tenne un referendum per rendere più difficile la produzione energia nucleare in Italia. Votarono oltre il 65% degli aventi diritto e l’80% si espresse contro l’atomo. Nei mesi seguenti furono chiuse tutte le centrali già operanti (Trino, Caorso, Borgo Sabotino e Garigliano) e furono interrotti i lavori per la costruzione della centrale di Montalto di Castro.

#### Lotta contro l'inquinamento

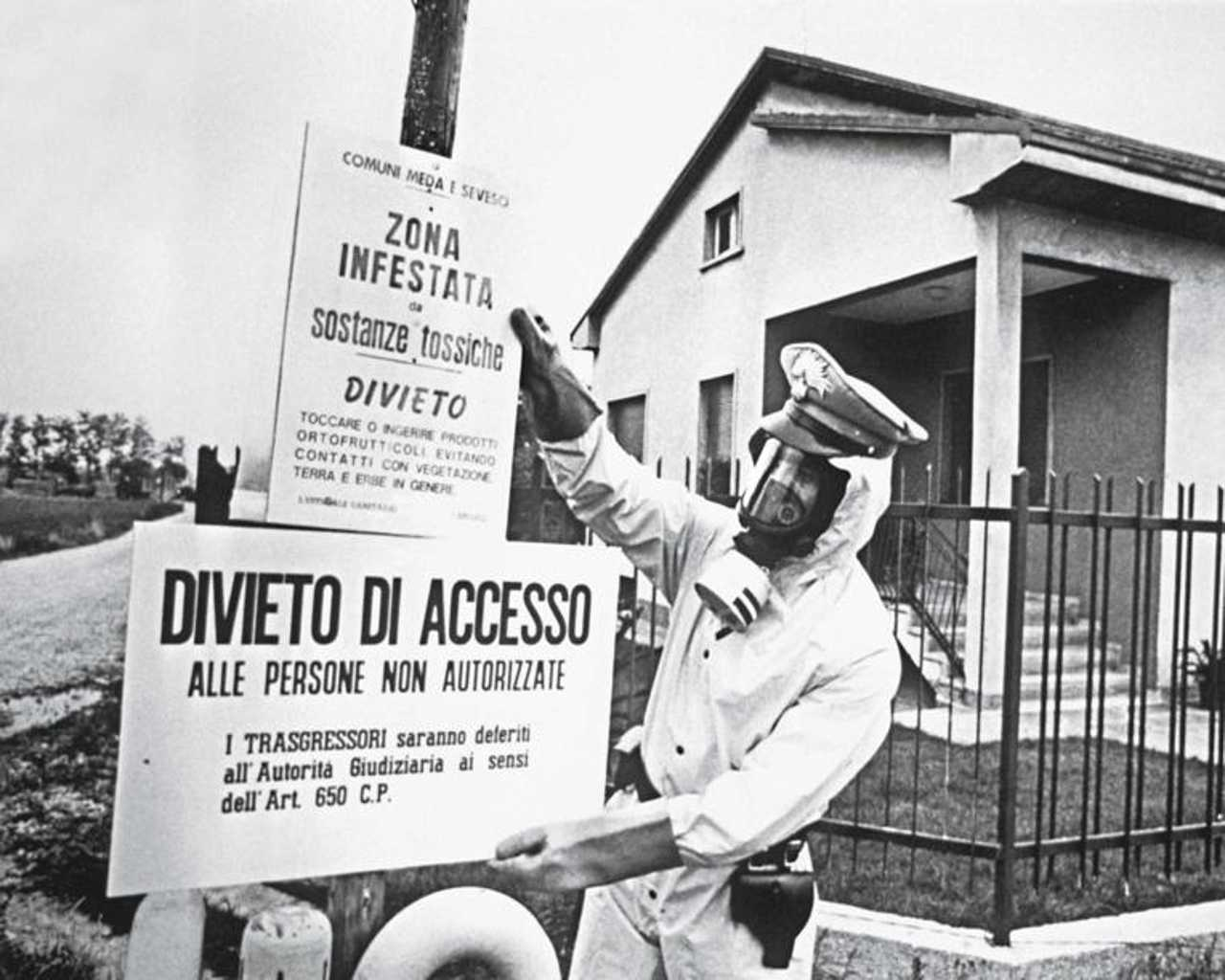
Il 10 luglio 1976, dallo stabilimento chimico dell’Icmesa di Meda, nei pressi dell’abitato di Seveso, fuoriesce una nube contenente diossina (sostanza cancerogena fino ad allora quasi sconosciuta) che contamina una vasta zona abitata della Brianza: saranno 37,000 le persone esposte. L’incidente, che provoca anche la morte di animali e piante, scuote fortemente l’opinione pubblica italiana e costituisce il più grave disastro ambientale della storia d’Italia.

Casi di inquinamento e disastri molto noti furono lo scarico di mercurio in mare da parte dello stabilimento Solvay di Rosignano (1971); l’inquinamento dell’IPCA di Cirié (1972); l'epidemia di colera a Napoli ed in Puglia  nel 1973 che mostrò la grave carenza di infrastrutture ambientali; lo scarico di fanghi rossi dello stabilimento Montedison di Scarlino (1974-1988); l’affondamento al largo di Otranto del mercantile jugoslavo Cavtat, carico di piombo tetraetile (1974); lo scarico della diossina a Seveso (1976), che rappresentò un grande shock pubblico e uno spartiacque per la sensibilità ambientale anche in Europa; lo sversamento di ossido di arsenico all’Enichem di Manfredonia (1976); una serie di gravi incidenti all'impianto Farmpoplant di Avenza, Carrara (1976-1991); l'esplosione di sodio alla Sloi di Trento (1978).
Alcune di queste situazioni generarono campagne di lotta da parte degli operai per il miglioramento delle condizioni di lavoro, a cui si affiancarono campagne ambientaliste, e inchieste giudiziarie. Tra le numerose iniziative degli anni 1970 per il miglioramento delle condizioni ambientali di lavoro, ci furono i Servizi di medicina per gli ambienti di lavoro (SMAL), strutture promosse in Lombardia dai sindacati e poi istituzionalizzate da una legge regionale (1972): erano servizi tecnici di indagine che promuovevano una partecipazione attiva degli operai alle valutazioni ambientali in fabbrica, anche in relazione al territorio circostante, ed in chiave di azione politica, non solo scientifica. Le numerose iniziative per il miglioramento delle condizioni di lavoro trovarono poi eco nella riforma sanitaria del 1978.
Le lotte e campagne ambientaliste inclusero agitazioni, sensibilizzazioni e azioni di opposizione locale e campagne nazionali. Le posizioni compresero opposizioni radicali a casi specifici o più generali modelli economici su basi ideologiche; tra gli esempi di posizioni ideologiche radicali, nel 1974 molte organizzazioni ambientaliste si opposero ad un salone internazionale a Torino sulle tecnologie anti-inquinamento, accusato di rappresentare un "trionfalismo tecnocratico". Altre organizzazioni seppero maturare un approccio meno ideologico e capace di confrontarsi sulle scelte economiche, come fu il caso, ad esempio, dei convegni scientifici sulle tecnologie nucleari e di energia alternativa promossi da Amici della Terra tra fine anni 1970 e inizio anni 1980.

## Anni 1990

### Contesto internazionale
Durante gli anni 1990 si svilupparono ulteriormente le politiche ed istituzioni ambientali. L'International Panel on Climate Change (IPCC) avviò i suoi studi sul cambiamento climatico nel 1990, che sono stati alla base dei lunghi sforzi per raggiungere un accordo globale sul clima. Il Summit della Terra del 1992 contribuì a rafforzare ed estendere l'agenda multilaterale ambientale, lanciando il processo che portò al Protocollo di Kyoto del 1997.
L'ideologia neoliberista prevaleva nel mondo occidentale, ispirando riforme delle politiche ambientali basate su strumenti di mercato, e alimentando anche una forte opposizione di parte del movimento ambientalista. Si rafforzarono anche le istituzioni europee per la gestione ambientale, dalla costituzione della Agenzia ambientale europea (1990) alla promozione di numerosi interventi normativi. L'ambientalismo assunse sempre più un profilo globale, grazie alle iniziative di organizzazioni transnazionali, la diffusione dell'ambientalismo anche nei paesi in via di sviluppo, e la moltiplicazione di iniziative di rete globali e la crescita dell'informazione.

### Contesto nazionale

#### Disastri

Asti allagata dall'esondazione del Tanaro, novembre 1994.

Tra i disastri ambientali che catalizzarono l'attenzione del pubblico italiano, ci furono l'incidente della petroliera Haven nel porto di Genova (1991);  e una lunga serie di alluvioni e disastri idrogeologici, a partire dall'alluvione del Tanaro, Belbo e Po nelle provincie di Asti, Alessandria e Cuneo, che causarono 70 morti e gravissimi danni (1991); l'alluvione di Sarno e Quindici del 1998; fino ad estese alluvioni disastrose in Calabria e Piemonte nel 2000.
Nel 1998 un processo a Mestre coinvolse i dirigenti del petrolchimico di Marghera ai vertici di Enichem, Edison e Montedison, per le morti causate dalle lavorazioni di CVM e PVC. L’inchiesta è stata avviata nel 1994 sulla base della denuncia di un ex operaio e della mobilitazione ambientalista.

### Associazionismo e movimenti
Con la legge n. 241/1990 si affermò il principio di trasparenza dell’azione amministrativa. Essa si rivelò assai utile per numerose battaglie in difesa del territorio perché consente l’accesso agli atti amministrativi e quindi alle informazioni. Il diritto alla comunicazione è ulteriormente migliorato con il Dlsg n. 195 del 2005 adottato in attuazione di una direttiva comunitaria.
Il mondo ambientalista fu segnato nel 1995 dal suicidio di Alexander Langer, figura eminente e prestigiosa dell’ambientalismo e del pacifismo italiano ed europeo. L'anno successivo scomparve anche Antonio Cederna.
Nel 1998 un gruppo di imprese, enti, associazioni ambientaliste ed enti locali italiani costituì il Kyoto Club, organizzazione no profit formalmente impegnate nella riduzione delle emissioni di gas serra. Fu uno dei primi esempi in Italia di saldatura tra segmenti di ambientalismo e imprenditoria privata e pubblica che conoscerà un certo successo in futuro, fino all'affermazione da parte di alcuni della centralità della promozione della green economy nell'identità e negli obiettivi dell’ambientalismo. Il primo presidente fu Chicco Testa.

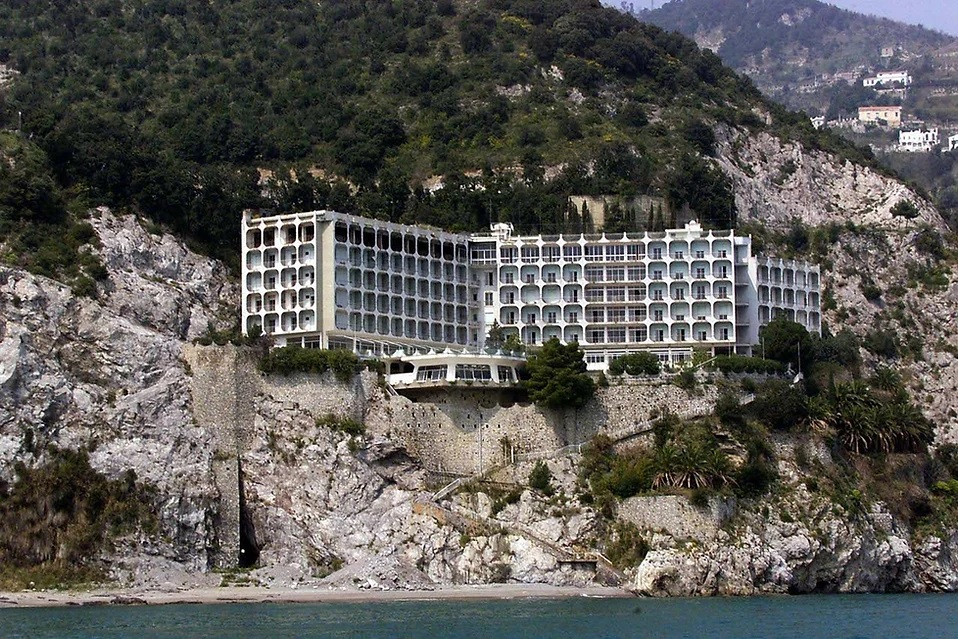
L'Hotel Fuenti a Vietri sul Mare prima della demolizione avvenuta nel 1999.

Crebbe la protesta contro gli ecomostri e le edificazioni abusive che deturpano le coste italiane. Nel 1998 la Goletta verde effettuò un blitz a Vietri sul Mare per chiedere l’abbattimento dell'Hotel Fuenti, gigantesco albergo abusivo edificato tra le scogliere della costiera amalfitana. L’abbattimento di 73 villette abusive sulla costiera della Piana del Sele nel 1998 segnò l’inizio di una breve stagione di abbattimenti culminata il 22 aprile 1999 con l’eliminazione proprio dell’hotel Fuenti.
Tra le opere influenti in Italia, nel 1998 venne pubblicato un saggio del sociologo ed economista statunitense James O’Connor che interpretava la crisi ecologica come connaturata allo sviluppo del capitalismo. Dal 1991 al 2004 venne pubblicata anche la rivista “Capitalismo Natura Socialismo/Ecologia Politica”, edizione italiana di analoga rivista americana diretta dallo stesso O'Connor.

### Rappresentanza politica
I verdi arrivarono ai primi anni 1990 divisi in due forze politiche nel Parlamento italiano: Federazione dei Verdi e Verdi Arcobaleno. Nel 1990 si impegnarono per il referendum sull'uso dei pesticidi in agricoltura e per l’abolizione della caccia ma questo naufragò a causa del non raggiungimento del quorum previsto dalla legge: il 90% dei votanti si espresse a favore dei quesiti, ma costituirono appena il 42% degli aventi diritto al voto.
Nel mezzo di una crisi del sistema politico italiano agli inizi degli anni 1990 (scatenata dalla inchiesta cosiddetta di Tangentopoli), i verdi nel loro insieme non furono capaci di proporre una visione politica complessiva alternativa, oltre le loro battaglie tradizionali. Rimasero piuttosto segnati dai constrasti interni, dall'influenza di esponenti politici ed idee che derivavano dalla sinistra libertaria o alternativa e dal partito radicale, e da forti tensioni con le associazioni ambientaliste.
Nel 1996 la Federazione dei Verdi fu tra i fondatori dell'alleanza di centrosinistra, denominata L'Ulivo, che vinse le elezioni e formò il suo primo Governo. I Verdi, per la prima volta, entrano a far parte di un Governo nazionale, esprimendo il Ministro dell'Ambiente Edoardo Ronchi e 4 sottosegretari. La rappresentanza governativa fu mantenuta anche nei due governi successivi dell'Ulivo (Governi D'Alema I e II).

### Riforme
Il decennio 1990 vide importanti riforme ambientali. Alcune sono state in recepimento di direttive europee: la direttiva Habitat (1990) (per conservazione degli ecosistemi e delle specie animali e vegetali selvatiche, che lanciò la rete Natura 2000) e la direttiva Uccelli crearono il quadro normativo per la conservazione della biodiversità in Europa. Altri interventi legislativi promossero le fonti rinnovabili e il risparmio energetico (leggi 9 e 10 /1991), regolarono l'inquinamento acustico (1991), il commercio delle specie animali e vegetali in via d’estinzione (legge 150/1992), bandirono l'amianto (legge 257/1992); riorganizzarono il settore delle risorse idriche (legge 36/1994, detta Galli); riordinarono il settore rifiuti e avviarono la raccolta differenziata (Decreto M.A. 22/1997, cosiddetto decreto Ronchi); aggiornarono la normativa sulla tutela delle acque (1998).

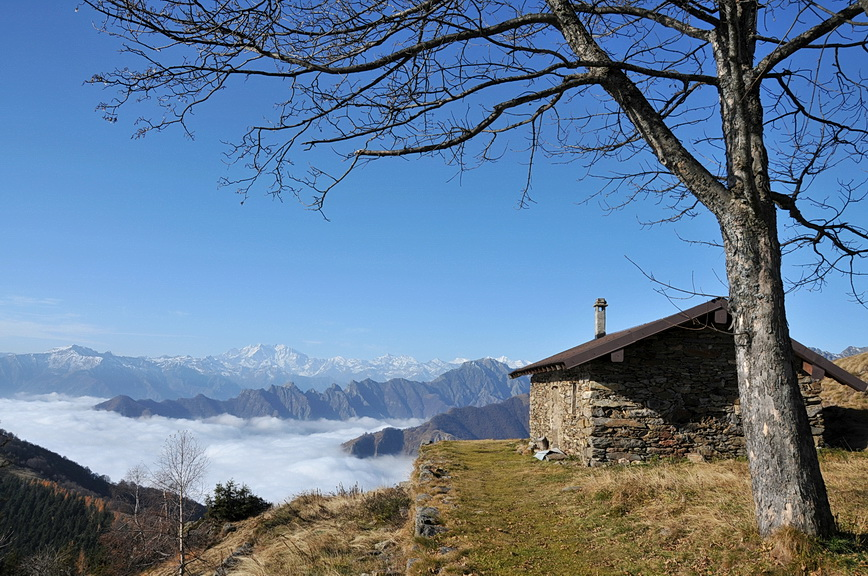
Vista dal Pian Cavallone, Parco Nazionale della Val Grande.

Nel campo della conservazione della natura, dopo oltre trentanni di tentativi infruttuosi, nel 1991 fu finalmente approvata  “Legge quadro sulle aree protette” (l. 394/1991). Si trattò di una delle poche leggi ambientali organiche e di ampio respiro approvate fino a allora in Italia: sulla base di un ampio consenso, intese regolamentare, a coordinare e a stimolare la creazione e il funzionamento di tutte le aree naturali protette italiane. Il testo prevedette anche l’istituzione di sei nuovi parchi nazionali (Cilento e Vallo di Diano, Gargano, Gran Sasso e Monti della Laga, Maiella, Val Grande, Vesuvio) che si aggiunsero agli undici già esistenti. Salutata con grande entusiasmo e applicata inizialmente fra molte speranze, perse presto il suo slancio anzitutto a causa del disinteresse governativo e sarà successivamente oggetto di numerosi tentativi di depotenziamento e di stravolgimento. Nel 1997 si tenne a Roma la prima conferenza nazionale sulle aree protette, per la verifica dell’applicazione della legge quadro. Una seconda conferenza fu tenuta ne 2002 e poi, nonostante reiterate richieste da parte dei movimenti, più nulla.
L'anno successivo fu approvata la nuova legge sulla caccia, la n. 157/1992 sulla “protezione della fauna selvatica omeoterma ed il prelievo venatorio”. L’articolo 1 contiene una novità rivoluzionaria, da sempre rivendicata dal mondo ambientalista: “La fauna selvatica è patrimonio indisponibile dello Stato ed è tutelata nell'interesse della comunità nazionale e internazionale. L’esercizio dell’attività venatoria è consentito purché non contrasti con l’esigenza di conservazione della fauna selvatica e non arrechi danno effettivo alle produzioni agricole”.
Nel 1993 un referendum tolse le competenze sui controlli ambientali alle Unità sanitarie locali. La legge n. 61 del 21 gennaio 1994 istituì di conseguenza l’Agenzia nazionale per la protezione dell’ambiente e affidò il controllo ambientale alle Regioni tramite le Agenzie regionali per la protezione ambientale (Arpa). Ci vorranno diversi anni prima che tutte le Regioni istituiscano le rispettive agenzie.

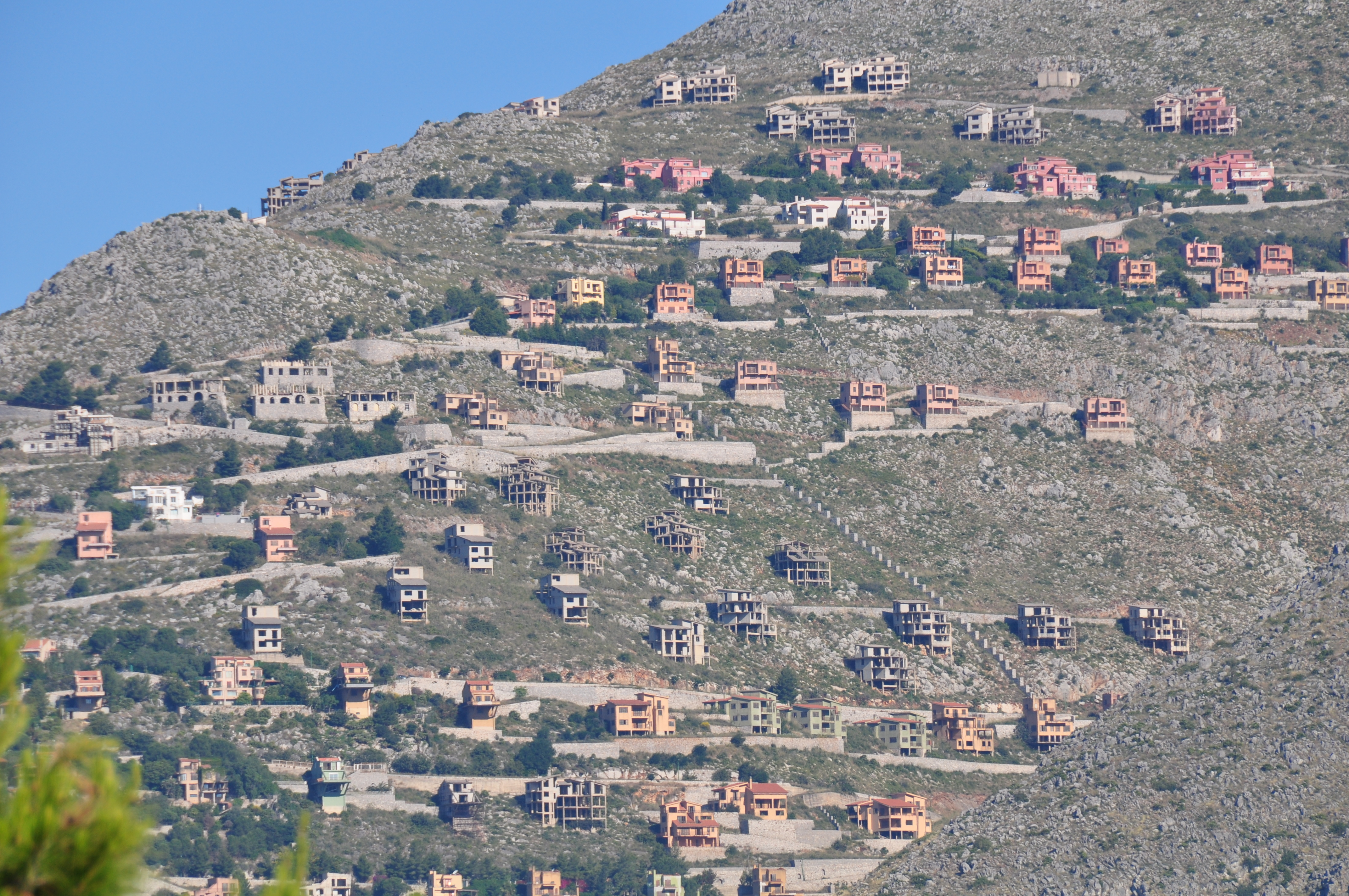
Sviluppo di edifici residenziali della collina di Pizzo Sella, vicino a Palermo, sopra la baia di Mondello: è stato un caso noto di sviluppo urbanistico al centro di campagne ambientaliste e lunghi procedimenti giudiziari.

Nel 1994 l’insediamento del primo governo Berlusconi rafforzò l'orientamento neoliberista dell'azione governativa italiana. Dopo il condono edilizio del governo Craxi del 1985, il governo Berlusconi promosse un nuovo condono edilizio (legge n. 724) estendendolo agli abusi realizzati fino al 31 dicembre 1993 e consentendo di condonare le lottizzazioni abusive. Secondo il Centro Ricerche Economiche Sociologiche e di Mercato nell'Edilizia si realizzarono altri 220.000 abusi fra nuove costruzioni e ampliamento di quelle esistenti. Più ingenerale, gli anni del berlusconismo segnarono ‐ nel nome della deregulation ‐ un progressivo smantellamento della già debole legislazione urbanistica italiana e uno svaporamento della stessa cultura urbanistica nazionale.
Nel 1998 il ministero per i Beni e le attività culturali organizzò la prima Conferenza nazionale del paesaggio, importante iniziativa nazionale di discussione e di messa a punto cui tuttavia non ne faranno seguito altre.
Nel 1996, nel primo governo Prodi venne nominato ministro dell’ambiente Edo Ronchi, esponente del movimento anti‐nucleare e successivamente dei Verdi. Tra le iniziative più visibili, nel 1997 il ministro Ronchi decretò che il cosiddetto Re.Sol, l’impianto di riciclaggio dei 300.000 metri cubi di reflui stoccati all'interno dello stabilimento Acna di Cengio, non era compatibile ambientalmente. La decisione riconobbe le ragioni di otto anni di lotte dei cittadini della Val Bormida e segnò il destino dell’impianto, che venne finalmente chiuso all'inizio del 1999.

## Sviluppi nel XXI secolo

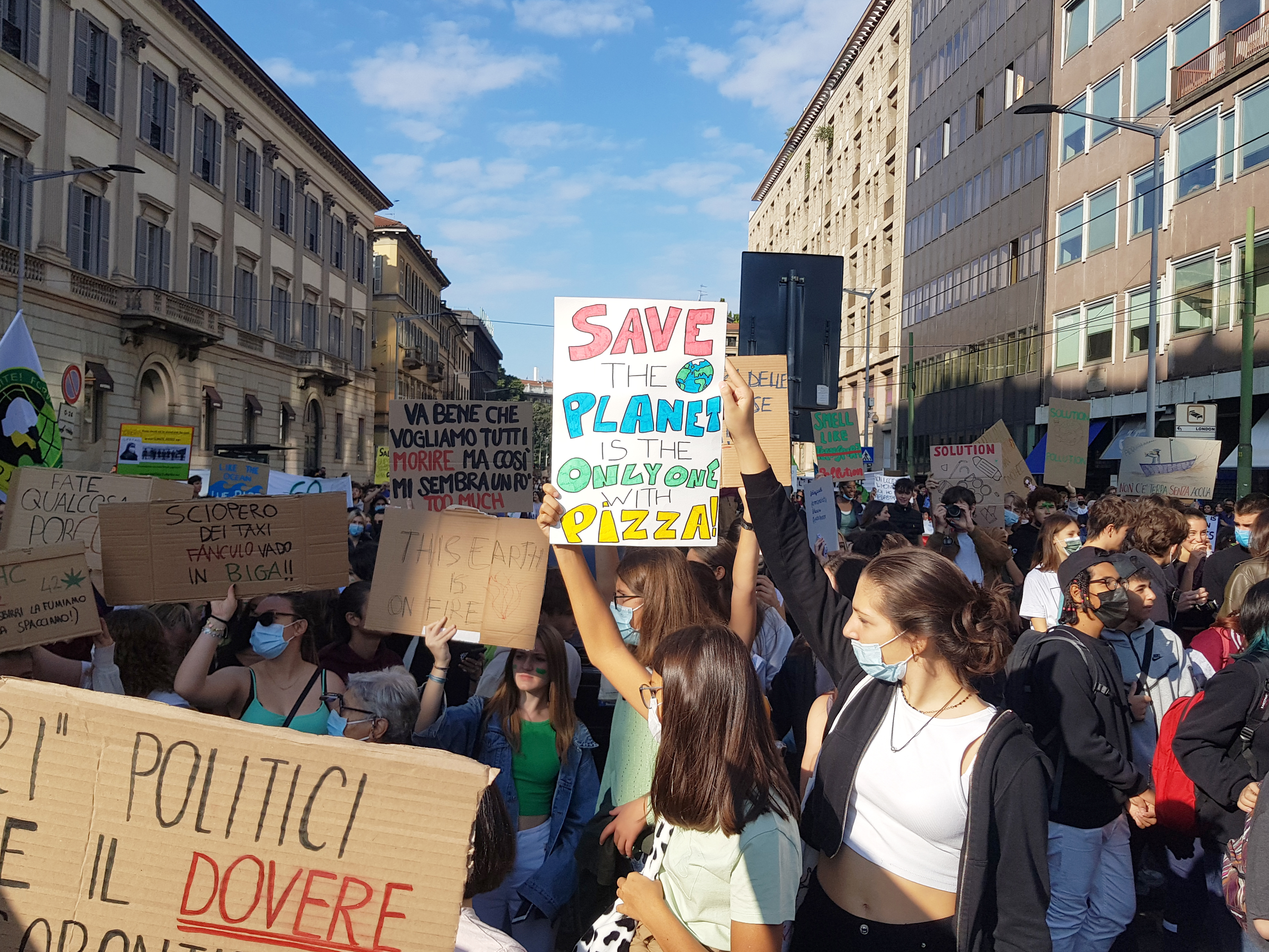
Manifestazione studentesca del Fridays for Future a Milano nel 2021

A partire dalla metà degli anni 1990, mentre la rappresentanza politica ambientalista è rimasta minoritaria, l'associazionismo ambientalista italiano ha presentato due tendenze: una istituzionalizzazione delle associazioni classiche e la diffusione di gruppi di protesta locali. È pur vero che la differenza tra le due realtà organizzative non è però netta: alcune organizzazioni ambientaliste professionali mantengono una rete di attivisti, specie a livello locale e responsabile di azioni locali (ad esempio, Legambiente, WWF).

### Rappresentanza politica
I verdi lanciarono una assemblea costituente ecologista nel 2000; quindi formarono una alleanza elettorale del Girasole insieme ai Socialisti democratici italiani (2001) con scarsi risultati elettorali. Ritornarono al governo all'interno de L’Unione (2005-2008). Parteciparono alle elezioni politiche del 2008 uniti alla sinistra radicale nella lista Sinistra Arcobaleno, non riuscendo ad eleggere alcun parlamentare. Nel 2009 un gruppo di esponenti verdi si scisse e confluì in Sinistra, Ecologia e Libertà.
La presenza parlamentare dei verdi è rimasta marginale. Hanno pesato sui risultati elettorali le divisioni interne, con il susseguirsi di scissioni e tentativi di ricostituzione; la loro scarsa capacità di sviluppare una visione politica generale oltre le proprie battaglie e più ampia dell'identità politica influenzata dalle idee di sinistra alternativa predominanti tra i propri esponenti; il ridotto spazio politico lasciato dalla crescente polarizzazione politica nel paese, la tradizionale marginalità delle problematiche ambientali per il grande pubblico; i sistemi elettorali che si sono succeduti, sfavorevoli a piccole forze politiche; le forti concentrazioni di potere dei mass media italiani; e la concorrenza di altre forze politiche che hanno messo questioni ambientali al centro del proprio messaggio politico, come il Movimento 5 stelle.

### Istituzionalizzazione delle associazioni
Le organizzazioni ambientaliste di livello nazionale, rafforzando una evoluzione già avviata dalla metà degli anni 1990, hanno gradualmente diminuito l'attivismo e sono divenute gruppi di pressione gestiti professionalmente. Tale evoluzione ha avuto luogo anche in molti altri paesi allo stesso tempo. Molte organizzazioni che originariamente impiegavano metodi di scontro, sono passate a metodi più convenzionali di pressione politica, come il monitoraggio delle azioni governative, inchieste e studi tecnici, denunce alla magistratura e azioni di lobby verso la politica.

### Proteste locali

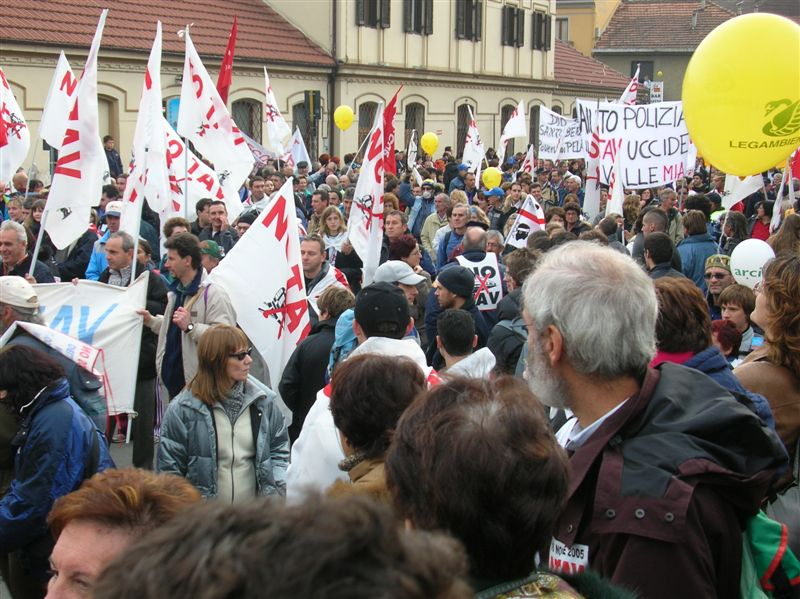
Manifestazione di attivisti No TAV, Novembre 2005.

Si sono diffusi gruppi di protesta formati da attivisti locali, spesso organizzati tramite comitati civici. La loro azione si richiama ai movimenti di giustizia ambientale o a idee di ecologia profonda, bioregionalismo, organicismo o anti-utilitarismo. Talora questi gruppi si formano in reazione alla percepita debolezza delle organizzazioni ambientaliste classiche e si possono legare a reti nazionali e transnazionali di attivisti. Questi gruppi di protesta sono particolarmente attivi nell'opporsi a progetti di infrastrutture di interesse pubblico, ad esempio inceneritori, linee ferroviarie, autostrade, impianti energetici e discariche di rifiuti.
A partire dai primi anni 2000, alcuni conflitti di localizzazione di infrastrutture hanno assunto rilievo nazionale. Tra questi, i casi del deposito di scorie nucleari a Scanzano Jonico; della linea tav in Val di Susa; del rigassificatore di Brindisi; dell’inceneritore di Acerra e della discarica di Chiaiano; la costruzione del gasdotto Trans-Adriatico a San Foca-Melendugno in Puglia; il sistema di comunicazione geosatellitare MUOS della Marina USA a Niscemi; il transito di navi da crociera nella laguna di Venezia; fino al caso recente del rigassificatore di Piombino. 
Altri movimenti locali si battono invece contro l'estrattivismo e il degrado ambientale, come ad esempio il movimento No Cav sulle Alpi Apuane.
Nel 2017 sono stati censiti 317 conflitti di localizzazione attivi nel territorio nazionale.

IL 23 marzo 2019 numerosi gruppi di protesta (comitati di cittadini, associazioni ambientaliste, sindacati di base, gruppi della sinistra radicale e centri sociali occupati) hanno manifestato a Roma contro le grandi opere. La manifestazione ha dimostrato la capacità di gruppi locali di agire a livello nazionale, anche in risposta alla percezione di assenza di sostegno tra i partiti politici principali per le loro cause.

Alcune volte le opposizioni ai progetti sono motivate da preoccupazioni ambientali generali legate al progetto stesso o dal desiderio di soluzioni tecniche o modelli economici alternativi, e sono classificabili come LULU ("Uso del territorio localmente non voluto"). Altre volte da una logica cosiddetta NIMBY ("Non nel mio cortile"): cioè dal timore che l'opera generi costi locali rispetto a benefici nazionali. Queste proteste sono alimentate da sfiducia nelle organizzazioni statali e nel sistema di rappresentanza politica locale e sono accentuate da inadeguati meccanismi d consultazione pubblica nella presa di decisioni sui progetti.
In Italia, i problemi nella realizzazione delle opere pubbliche sono spesso causati da un processo decisionale disorganizzato e inefficiente. Questo processo coinvolge numerose valutazioni successive, portando a ritardi prolungati e al rischio di ribaltamenti di decisioni da parte di nuove amministrazioni. Le opposizioni locali ad un progetto sono poi frequentemente sfruttate dalle fazioni politiche locali o nazionali per cercare consenso pubblico, e talora da branche dell'amministrazione pubblica in conflitto tra loro.
Pur diversi e attivi principalmente a livello locale, i movimenti di protesta contro le localizzazioni sono spesso accomunati dalla percezione di assenza di sostegno tra le maggiori forze politiche, anche quelle tradizionalmente alleate all'ambientalismo. Questi movimenti percepiscono che in tempi di declino economico gli interessi dietro i grandi investimenti infrastrutturali diventano più forti ed intransigenti. I movimenti criticano dunque la nozione tradizionale di progresso, appellandosi all'azione collettiva per il cambiamento politico e culturale.

### Movimenti per la giustizia climatica
Come in molti paesi europei, a partire dalla fine degli anni 2010 anche in Italia si sono diffusi movimenti giovanili per la giustizia climatica. Tra i più noti sono Fridays for future, Extinction Rebellion e Ultima generazione. Essi affondano le loro radici ideologiche nei movimenti per la giustizia ambientale nati sin dagli anni '80. Le modalità di azione sono simili ad altri movimenti di attivisti sociali contemporanei (p.e.: il Occupy Movement, la Primavera araba, Black lives matter). Questi movimenti giovanili agiscono spesso al di fuori dei meccanismi istituzionali e delle organizzazioni esistenti, usano molto i social media e una varietà di tattiche, tra cui scelte di vita, come il veganismo e il riciclo, nonché scioperi per il clima e azioni di disobbedienza civile non violente.
Sono spesso interpretati come un fenomeno generazionale, anche se gli attivisti non si riconoscono necessariamente in una identità generazionale, ma sono piuttosto motivati da specifiche preoccupazioni ambientali e di giustizia inter-generazionale. Sostengono che le élite del potere politico ed economico dei paesi industrializzati sono responsabili della crisi climatica, e chiedono un cambiamento radicale del sistema politico ed economico per salvaguardare le condizioni di vita delle generazioni future. Si ricollegano all'ambientalismo radicale e all'ecologia profonda, cioè a quelle correnti ambientaliste che considerano le risposte tecniche ed economiche attuali inadeguate e propugnano un più profondo cambiamento sociale ed economico.
Alcuni di questi movimenti e specialmente Ultima generazione hanno impiegato azioni radicali come il vandalismo nei musei per provocare l'attenzione pubblica verso la necessità di riforme più incisive. Queste azioni hanno spesso suscitato diffuse opinioni pubbliche negative.

## Filmografia ambientale italiana
- Le mani sulla città, regia di Francesco Rosi (1963)
- Il deserto rosso, regia di Michelangelo Antonioni (1964)
- Oh, Serafina!, regia di Alberto Lattuada (1976)
- La meglio gioventù, regia di Marco Tullio Giordana (2003)

### Siti istituzionali
- Elenco delle Associazioni di protezione ambientale riconosciute, su mite.gov.it. URL consultato il 26 dicembre 2021.
- La storia, su pro-natura.it.
- Rete dei Comitati per la difesa del territorio, su territorialmente.it.
- Una storia lunga oltre 65 anni, su italianostra.org.
- 60 anni di lotta per la natura, su wwf.it.

### Siti di ricerca e documentazione storica
- Archivio Cederna
- Dossier 1970, su fondazionemicheletti.it. URL consultato il 29 gennaio 2022 (archiviato dall'url originale il 29 gennaio 2022).
- Manifestazione a Roma della Lega antinucleare, 1977, su patrimonio.archivioluce.com.
- Biblioteche e centri di documentazione della Rete SI Documenta, su isprambiente.gov.it.
- Nimby Forum, su nimbyforum.it.
- Piccola storia dell'ambientalismo, su raiplaysound.it.
- Monitoraggio della crisi climatica nei media italiani, su osservatorio.it.